# Renaissance Theatre Company
La Renaissance Theatre Company est une compagnie de théâtre fondée par Kenneth Branagh et David Parfitt en 1987.

## Historique
Kenneth Branagh et David Parfitt fondent la compagnie en 1987 avec l'intention de lui faire jouer des pièces de théâtre classique. 
Kenneth Branagh y est comédien, metteur en scène et scénariste. Emma Thompson, qui épouse Branagh en 1989, joue dans plusieurs des pièces de la compagnie. Derek Jacobi fait également partie de la compagnie.
La compagnie produit entre autres le film Henri V, qui reçoit un accueil critique très positif, et Dead Again.
Après quelques années, Kenneth Branagh explique que la compagnie est peu rentable, mais qu'il refuse d'augmenter les prix des représentations parce qu'il tient à rendre l'art accessible à tous. La compagnie demande à être exemptée de TVA sur ses ventes de places sur une tournée à but caritatif, mais n'obtient pas l'accord de l'État,.
En 1992, elle est dissoute.